# Trắc vi kế

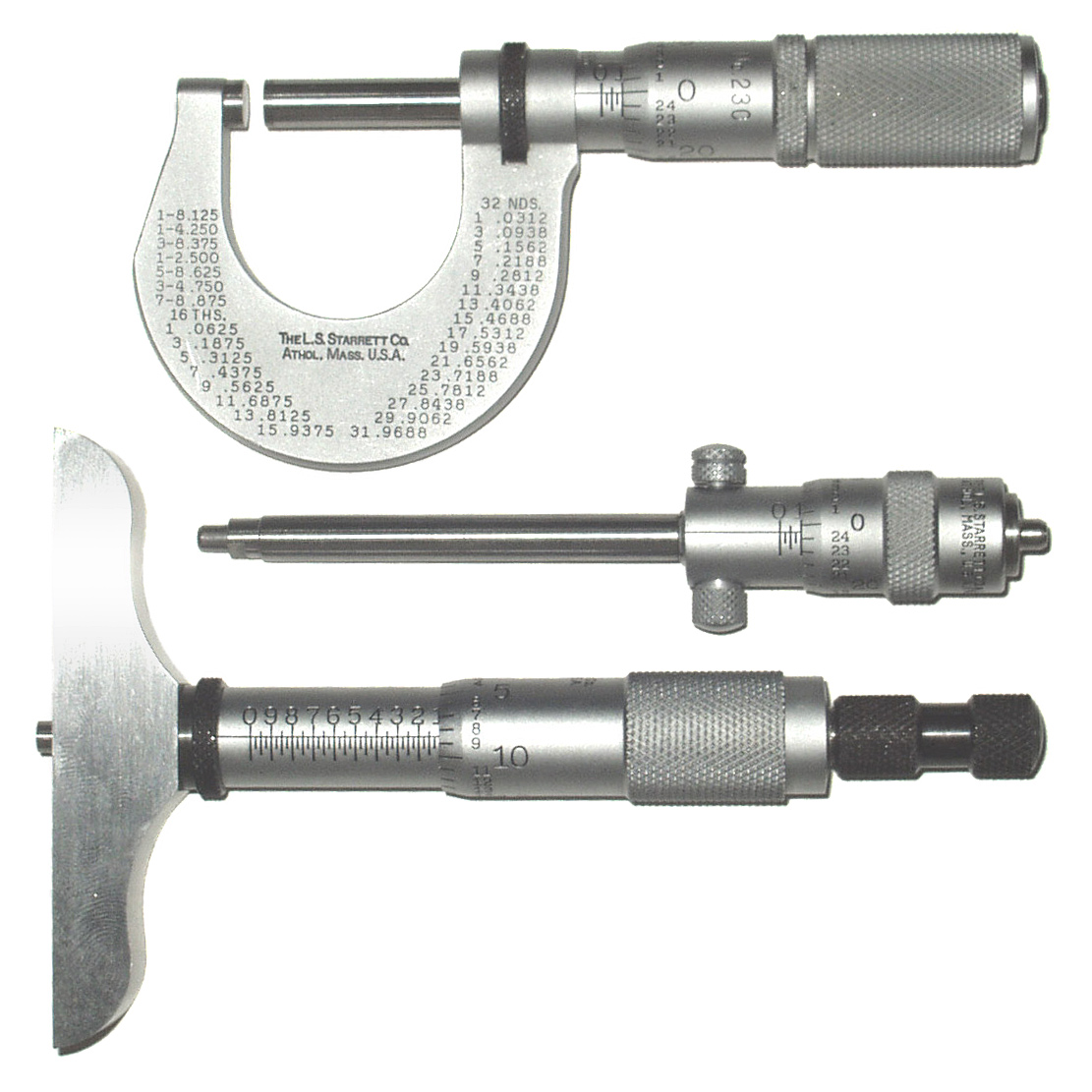
Ba loại trắc vi kế, từ trên xuống dưới: trắc vi kế đo ngoài, trắc vi kế đo trong và trắc vi kế đo độ dày.

Các bộ phận

Trắc vi kế hay thước đo vi, thước panme (tiếng Anh: micrometer) là một thiết bị gồm một ốc vít hiệu chỉnh, được sử dụng rộng rãi để đo lường chính xác các chi tiết trong kỹ thuật cơ khí và gia công cắt gọt. Phần lớn trắc vi kế có dạng thước cặp, tức là hai đầu đối diện được nối vào nhau bởi một khung. Trục xoay là một chiếc ốc vít được gia công cực kỳ chính xác. Khi sử dụng, người ta đặt đối tượng cần đo đặt vào khoảng giữa ốc vít vừa nêu và cái đe, sau đó vặn núm xoay ốc vít cho đến khi đối tượng cần đo được kẹp vừa vặn giữa ốc vít và đe.
Trắc vi kế còn dùng trong các kính viễn vọng hoặc kính hiển vi khi cần đo lường đường kính biểu kiến của các thiên thể hoặc các vật thể vi mô. Trắc vi kế dùng với kính viễn vọng do nhà thiên văn học người Anh là William Gascoigne phát minh vào năm 1638.